# Carl Franz Bally
Pour les articles homonymes, voir Bally.
Carl Franz Bally (24 octobre 1821 – 5 août 1899) était un homme d'affaires suisse qui fonda la fabrique de chaussures Bally en 1851.
Carl Franz Bally et son frère Fritz fondèrent la manufacture de chaussures « Bally & Cie » dans la maison familiale de Schönenwerd dans le Canton de Soleure en Suisse. 
En 1854, ils déménagèrent dans une petite fabrique du village mais Fritz Bally abandonna l'association et Carl Franz Bally continua seul sous le nom de « C.F. Bally ». Dans les années 1860 il employait plus de 500 personnes. Une décennie plus tard il avait acquis une réputation internationale pour la qualité et le design de ses produits.
Carl Franz Bally décéda à Bâle en 1899 et ses fils reprirent le flambeau.